# گوزن‌موش ویتنامی
گوزن‌موش ویتنامی (نام علمی: Tragulus versicolor) نام یک گونه از سرده گوزن‌موش‌ها است.